# Краснополье (Псковская область)
Краснополье — деревня в Великолукском районе Псковской области России. Входит в состав сельского поселения «Успенская волость».
Расположена на берегу реки Кунья, в 42 км к юго-востоку от райцентра Великие Луки и в 3 км к востоку от волостного центра Успенское.

## Население
Численность населения деревни по состоянию на 2000 год составила 12 жителей, на 2010 год — 19 жителей.